# 폴 스태스트니
폴 스태스트니(영어: Paul Stastny, 영어 발음: /pɔːl ˈstæstniː/, 1985년 12월 28일~)는 미국의 전직 아이스하키 선수로 포지션은 센터이다. 현역 시절 내셔널 하키 리그(NHL)의 팀인 콜로라도 애벌랜치, 세인트루이스 블루스, 세인트루이스 블루스, 베이거스 골든 나이츠, 위니펙 제츠, 캐롤라이나 허리케인스에서 활동했다.
슬로바키아계 혈통으로 콜로라도 애벌랜치의 전신인 퀘벡 노르딕스에서 활동하고 세인르루이스 블루스에서 경력을 마친 하키 명예의 전당 헌액 선수인 페테르 슈탸스트니의 아들이다. 형인 얀도 보스턴 브루인스, 에드먼턴 오일러스, 세인트루이스 블루스에서 활동한 아이스하키 선수이다. 그의 삼촌 안톤과 마리안 슈탸스트니 모두 1980년대에 NHL에서 활동했으며, 노르딕스 소속으로도 뛰었다.
2004년에 덴버 대학교에 입학하여 덴버 파이어니어스에서 뛰기 전에 미국 하키 리그의 리버시티 랜서스에서 청소년 아이스하키 선수 생활을 시작했다. 그는 파이어니어스에서 활동한 첫 시즌에 NCAA 남자 아이스하키 선수권 대회에서 우승했다. 이후 한 시즌 더 덴버 대학교에서 뛰다가 2006-07 NHL 시즌 개막 전에 콜로라도 애벌랜치와 계약을 맺었다. 신인 시즌에 82경기에 출전하여 78포인트를 기록하여 콜더 메모리얼 트로피 후보에 올랐다. 2007-08 시즌에 자신의 첫 NHL 올스타전에 이름을 올렸으나 충수절제술을 받으며, 참가하지 못했다. 미국과 캐나다 이중국적을 보유했으나 국제 대회에서 미국 국가대표로 뛰었다. 그는 미국 국가대표 선수로서 2004년 바이킹컵, 2007년 세계 아이스하키 선수권 대회, 2010, 2014년 동계 올림픽에 참가했다.

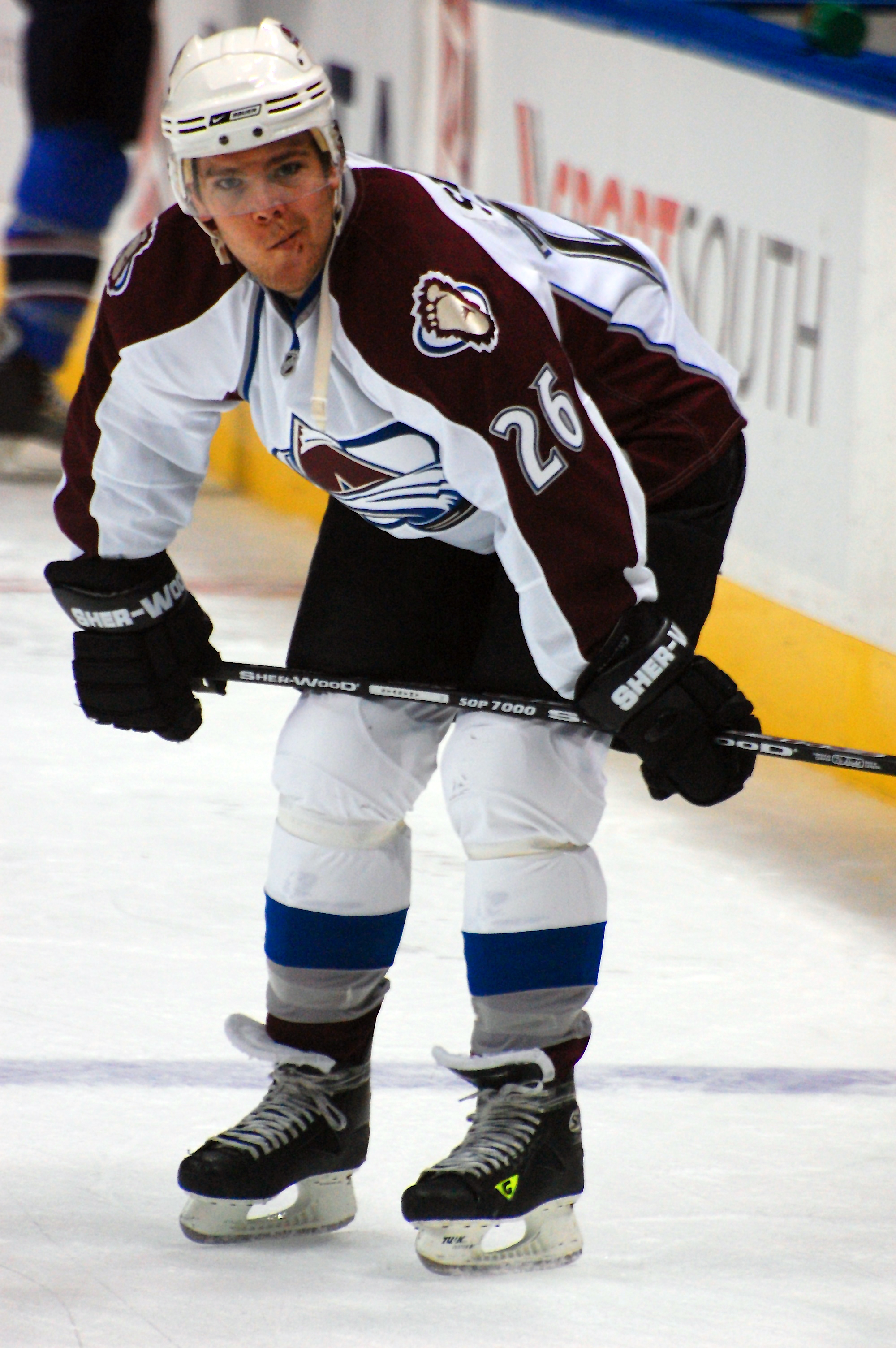
2008년 콜로라도 애벌랜치 소속 당시의 스태스트니

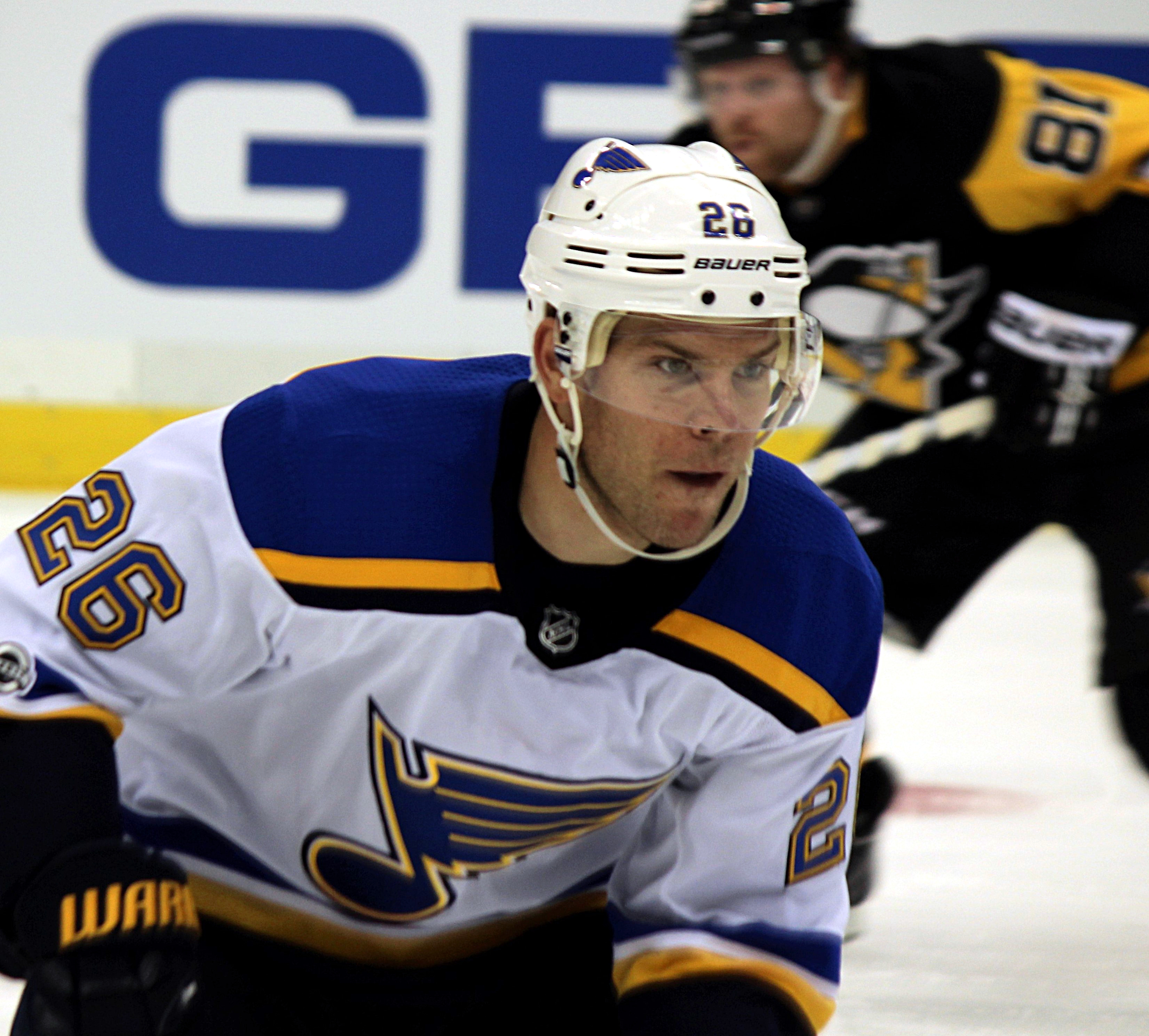
2017년 세인트루이스 블루스 소속 당시의 스태스트니

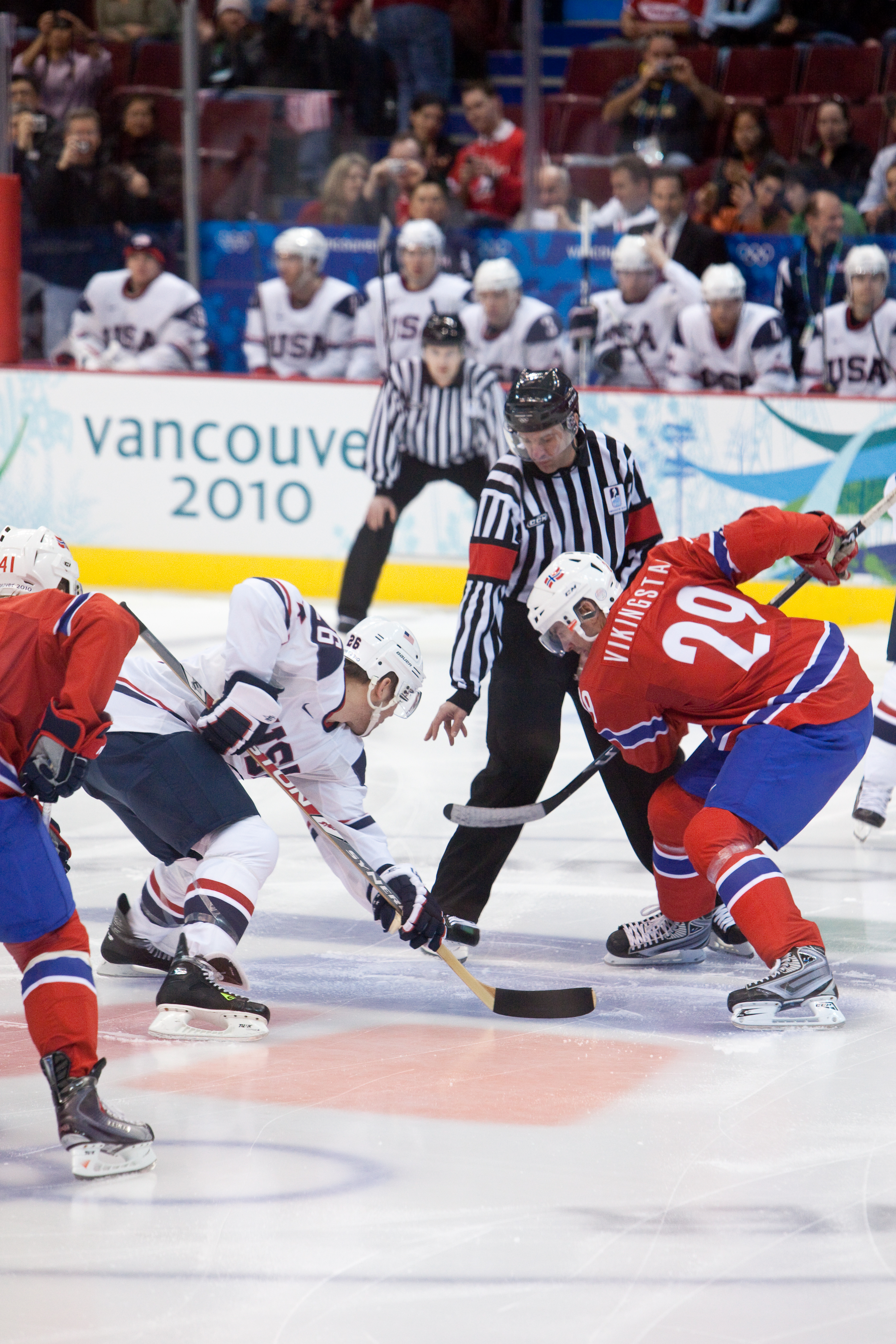
2010년 동계 올림픽 당시 노르웨이 대표팀의 토레 비킹스타와 페이스오프를 하고 있는 스태스트니